# Alejandro Amenábar
Alejandro Fernando Amenábar Cantos (* 31. března 1972 v Santiago de Chile) je chilsko-španělský filmový režisér, scenárista a hudební skladatel. Narodil se v Chile, jeho matkou je Španělka a jeho otcem je Chilan. V srpnu 1973 emigroval spolu se svou rodinou do Madridu z důvodu chilských nepokojů. V roce 2004 se přihlásil ke své homosexualitě.

## Filmografie

### Režie
- 1992: Himenóptero
- 1995: Luna
- 1996: Diplomová práce (Tesis)
- 1997: Otevři oči (Abre los ojos)
- 2001: Ti druzí
- 2004: Hlas moře (Mar adentro)
- 2009: Agora
- 2019: Než skončí válka (Mientras dure la guerra)